# Sagonne
Sagonne ist eine französische Gemeinde mit 188 Einwohnern (Stand 1. Januar 2022) im Département Cher in der Region Centre-Val de Loire; sie gehört zum Arrondissement Saint-Amand-Montrond und zum Kanton Dun-sur-Auron.

## Geographie
Sagonne liegt etwa 30 Kilometer (Luftlinie) südwestlich von Nevers am Flüsschen Sagonnin, das das Gemeindegebiet durchquert. Nachbargemeinden sind Vereaux im Norden und Osten, Sancoins im Südosten, Givardon im Süden und Westen, sowie Charly im Nordwesten.

## Geschichte
Sagonne führt seinen Namen nach der römischen Schutzgöttin Soucouna, zu der der Sockel einer Statue mit ihrem Namen hier gefunden wurde. Sagonne ist ein gallorömisches Oppidum an der Römerstraße von Lyon über Autun nach Bourges. Die erste schriftliche Erwähnung stammt aus dem Jahr 832, als Wicfried, Graf von Bourges, die Domaine seiner Tochter Agane anlässlich ihrer Hochzeit mit Robert dem Starken übergab.
Von Agane stammen die Grafen von Blois und Champagne ab, die das Lehen Sagonne zur Grafschaft Sancerre hinzufügten. Anne de Bueil, Erbin von Sancerre, heiratete 1428 Pierre d’Amboise, den Waffengefährten Jeanne d’Arcs. Ihre Nachkommen wohnten in Sagonne, das im 15. Jahrhundert zur Grafschaft erhoben wurde, bis Antoinette Babezieux sich gezwungen sah, den Ort 1542 an Jean Babou zu verkaufen.
1632 kaufte Charles de L’Aubespine Sagonne, sein verschwenderischer Neffe musste es abgeben, um seine Gläubiger zu befriedigen. Claude Lebas de Montargis kaufte die Burg, um sie fast sofort weiterzuveräußern, woraufhin sein Schwiegervater Jules Hardouin-Mansart die erste Transaktion annullieren ließ, um es 1699 selbst zu erwerben – und mit dieser feudalen Domäne den dazugehörigen Grafentitel. Während der Französischen Revolution wurde Anne d’Arpajon, Erbin Mansarts und Gouvernante Marie-Antoinettes, guillotiniert.
Die Burg wurde geplündert, die Dächer abgedeckt, um an das vorhandene Blei zu gelangen, und die Gebäude anschließend als Steinbruch und Bauernhof benutzt. 1914 wurde das Anwesen zum Monument historique deklariert, blieb aber weiterhin verlassen. Erst 1977 erwarb ein Nachkomme Jean Babous die Gebäude, begann mit Restaurierungsarbeiten und öffnete die Burg später interessierten Besuchern.

### Bevölkerungsentwicklung
- 1962: 205
- 1968: 213
- 1975: 204
- 1982: 199
- 1990: 201
- 1999: 221
- 2016: 186

## Sehenswürdigkeiten

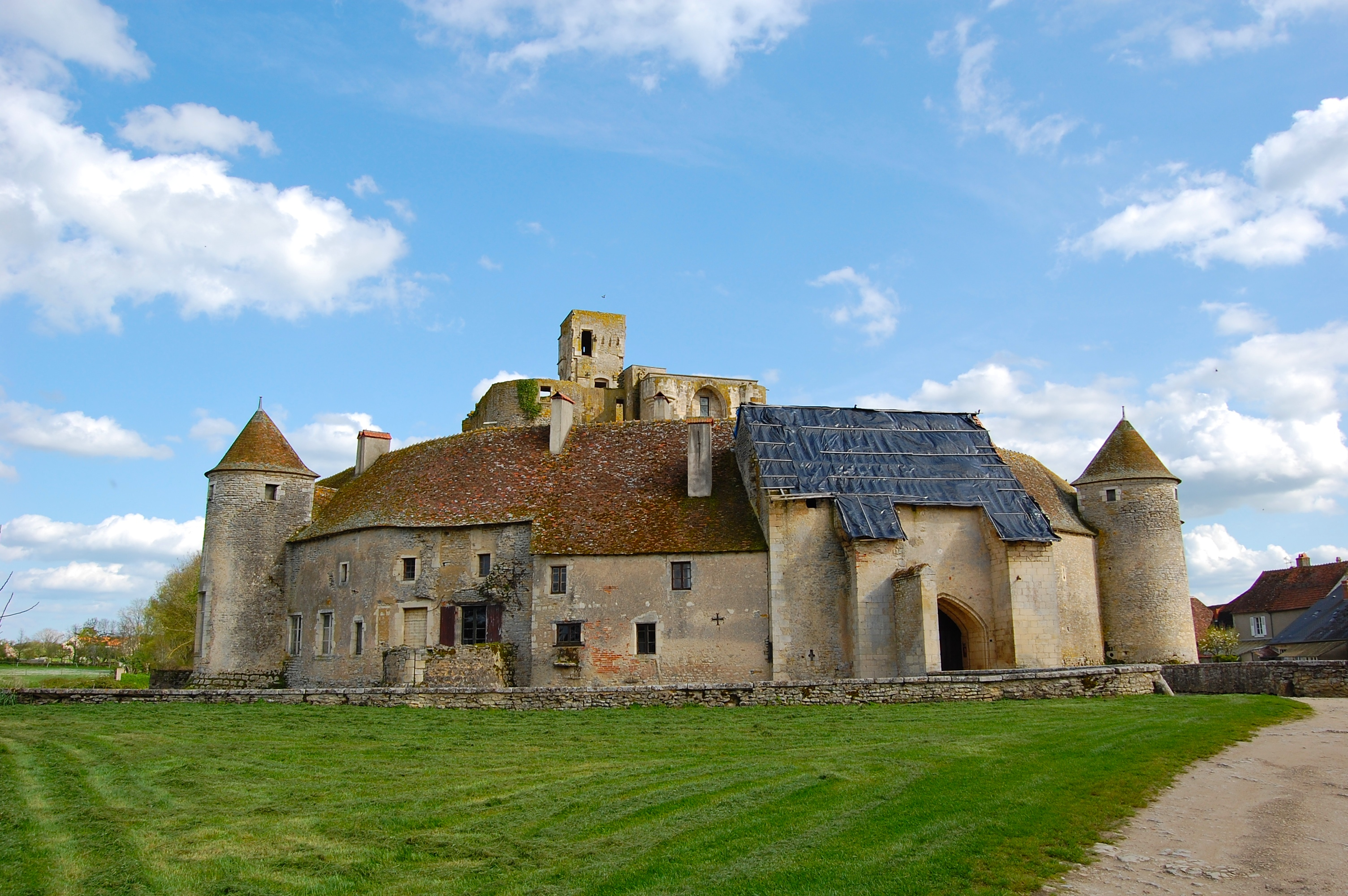
Burg Sagonne

- Burg Sagonne aus dem 12. und 15. Jahrhundert
- Motte aus dem 14. Jahrhundert, 2,5 Kilometer nordöstlich von Sagonne
- vier Burgmannenhäuser, der Burg vorgelagert
- befestigter Bauernhof

## Persönlichkeiten
- Louis de Sancerre, seigneur de Bomiers, Connétable von Frankreich (1342–1402)
- Marguerite, Comtesse de Sancerre, Dame de Sagonne (1355–1419)
- Charles II. d’Amboise, seigneur de Chaumont, Marschall von Frankreich
- Jean Babou (1511–1569), Grand Artilleur de France
- Gabrielle d’Estrées (um 1540–1599), Geliebte Heinrichs IV. (1553–1610)
- Charles de L’Aubespine (1580–1653), Siegelbewahrer von Frankreich 1630
- Jules Hardouin-Mansart (1646–1708), Architekt
- Anne d’Arpajon (1729–1794), Gouvernante Marie-Antoinettes (1755–1793)